# Antoine Girouard (homme politique)
Pour les articles homonymes, voir Antoine Girouard (prêtre) et Girouard.
Antoine Girouard est un marchand et un homme politique canadien.

## Biographie
Antoine Girouard est né le 25 avril 1836 à Sainte-Marie-de-Kent, au Nouveau-Brunswick. Son père est Martin Girouard et sa mère est Suzane Doucett. Il épouse Isabella Caissie le 5 mai 1856 et le couple a neuf enfants.
Il est député de Kent à l'Assemblée législative du Nouveau-Brunswick de 1870 à 1874 en tant que conservateur.
Il est membre des Chevaliers de Colomb et du Club Richelieu. Il meurt le 7 juin 1904.